# Xanthophryne koynayensis
Xanthophryne koynayensis е вид жаба от семейство Крастави жаби (Bufonidae). Видът е застрашен от изчезване.

## Разпространение
Разпространен е в Индия.

## Описание
Популацията на вида е намаляваща.